# Çò d'Arnaudet
Çò d'Arnaudet és una casa de Viella, al municipi de Vielha e Mijaran (Vall d'Aran), inclosa a l'Inventari del Patrimoni Arquitectònic de Catalunya.

## Descripció
És una tipologia de casal molt poc usual a la Val d'Aran pel fet que basa la seva estètica en la importància dels elements oberts a l'aire lliure (terrasses,balconades,balcons)Edifici de secció rectangular que presenta la façana principal orientada a llevant, paral·lela a la "capièra" amb obertures en les dues plantes (3-3) i llucanes en "l'humarau" el qual hi queda integrat mitjançant un cos transversal a l'eix de la coberta, resolta amb un llosat de pissarra. La porta principal és precedida per una terrada dotada d'una notable barana, i és aixoplugada per un pòrtic que suporta el balcó del primer pis, amb balustres; al damunt un segon balcó amb fusta torrejada. Per la banda de migdia, dessota del que suporta el balcó del primer pis, amb balustres; al damunt, un segon balcó amb fusta torrejada. Per la banda de migdia, dessota del "tresaigües" compareix una balconada.I per la banda de ponent, precedida d'un clos, trobem reproduïts els mateixos elements.

## Història
Arnau és un dels noms més tradicionals de la Val. Així a mitjan segle xvi trobem a la vila de Vielha es d'Arnau de Çò de Marot, els d'Arnaudot (precedit per un Arnau "lo Gros") i un Joan Arnaudet que ens dubte correspon a l'actual casa.